# ERO1L
ERO1L‏ (ERO1-like protein alpha) هوَ بروتين يُشَفر بواسطة جين ERO1L في الإنسان.

## التفاعل
لقد ثبت أن ERO1L يتفاعل مع TXNDC4 و P4HB.